# Ambasada Lesotho w Berlinie
Ambasada Lesotho w Berlinie – misja dyplomatyczna Królestwa Lesotho w Republice Federalnej Niemiec.
Ambasador Królestwa Lesotho w Berlinie oprócz Republiki Federalnej Niemiec akredytowany jest również m.in. w Republice Austrii, Rzeczypospolitej Polskiej, Federacji Rosyjskiej i przy Stolicy Apostolskiej.